# Pseudis tocantins
Pseudis tocantins är en groddjursart som beskrevs av Ulisses Caramaschi och Cruz 1998. Pseudis tocantins ingår i släktet Pseudis och familjen lövgrodor. IUCN kategoriserar arten globalt som livskraftig. Inga underarter finns listade i Catalogue of Life.